# Valjouze
Valjouze é uma comuna francesa na região administrativa de Auvérnia-Ródano-Alpes, no departamento de Cantal. Estende-se por uma área de 3,11 km². Em 2010 a comuna tinha 24 habitantes (densidade: 7,7 hab./km²).